# Sokszögeszterga
A sokszögeszterga vagy poligoneszterga olyan gép, amely sokszögalakzatok egy művelettel való esztergálását teszi lehetővé.

## Működése
A sokszög alakban esztergált alkatrészek végein vagy a kerületük mentén több csúcs, fog vagy más forma lehet. A technika megköveteli a poligonális marófej és a megmunkálandó alkatrész mozgásának szinkronizálását. A sokszögesztergálás lehetővé teszi a bonyolult geometriák gyors gyártását és letisztult megmunkálását.
A poligonesztergálási egység több vágóéllel rendelkezik, és úgy van beállítva, hogy amikor egy vágóél az esztergálandó rúdanyagot vágja, akkor az a rudat minden egyes alkalommal, ahogy a munkadarab forog, ugyanabban az elfordulási pozícióban marja be. Ez lehetővé teszi az olyan geometriák, mint a hatszögek, négyzetek és lapok megmunkálását a marásnál nagyobb sebességgel.

## Története
AZ USA-beli Polygonal Turning Corporation Marquette, Michigan gépeivel szögletes faillesztéseket készített az 1890-as években.
A nyugatnémet Fortuna cégnek az 1960-as években egyedülálló szerszámköszörű-gépgyára volt, de gépeivel csupán három, és négyszögletű idomokat készített. Az 1969-ben bemutatott Gellért-féle sokszögeszterga a hagyományos esztergálási feladatokon túl 18-féle idomot készíthet, bármelyiket külső és belső furattal, csigavonalban, homorú, egyenes és domború oldallal egyaránt. 